# Indien (dokumentarfilm)
|  | Denne artikel er oprettet af botten Steenthbot ud fra en ekstern database. Den kan derfor have sproglige fejl eller mangler. Denne skabelon kan fjernes efter kontrol af indholdet. |

 For alternative betydninger, se Indien (flertydig). (Se også artikler, som begynder med Indien)
Indien er en dansk dokumentarfilm instrueret af Albert Reumert Rasmussen.

## Handling
Arkiv 1:
Om ØK's aktiviteter i Indien. Produktion af jordnødder, jordnøddeolie.
Fra kompagnets bungalow Ooty i Sydindien.
Nærmere beskrivelse, se papir fra ØK i "Modtagne film" - mapperne (eller ved filmen)
Kopi 1 (68023):
Søgeord fra ØK's liste: okse, pløjning, Rødehavet, Suez kanalen, telegrafstation, uvejr.